# 卡特丽·瓦拉
卡特丽·瓦拉（芬蘭語：Katri Vala），本名为卡琳·阿莉塞·海克尔（瑞典語：Karin Alice Heikel），娘家姓为：瓦登斯特伦（瑞典語：Wadenström，1901年9月11日—1944年5月28日）是芬兰诗人、翻译家和教师。

## 文学创作
瓦拉是文学组织“火炬社”的主要成员之一。火炬社试图把芬兰文学引导至欧洲潮流，摒弃所谓的“荒野文化”，把芬兰特性定义为工业化的、城市化的和现代的艺术。火炬社的口号为“窗户朝向欧洲！”（芬蘭語：Ikkunat auki Eurooppaan!）。瓦拉的首部诗集出版于1924年。她的自由体诗歌也引起了激烈的讨论。她在火炬社的杂志上以佩卡（Pecka）的笔名发表文章。
瓦拉在1930年代也同其他人一道成立了左派作家和艺术家协会基拉社。在这时期的她的文学作品里出现的主题是和平主义和反法西斯主义。她的大部分在二战之前写成的并于1942年发表的最后一部诗集预见着一场世界大火。

## 作品
- Kaukainen puutarha, 1924.
- Sininen ovi. Runoja, 1926.
- Maan laiturilla. Runoja, 1930.
- Paluu. Runoja, 1934.
- Pesäpuu palaa, 1942.